# 池田市図書館
池田市図書館（いけだしとしょかん、英: Ikeda City Library）は、大阪府池田市が設置する公共図書館であり、池田市図書館条例に定める図書館の総称である。
池田市が運営する図書館には、池田市立図書館及び池田市立石橋図書館の図書館2館のほかに移動図書館のさつき号がある。全館における、図書のほかに視聴覚資料なども含む蔵書数（2024年3月31日時点）は408,397冊（点） であり、年間貸出数（2023年度統計）は757,666冊 である。

## 歴史
《主な出典：》
1962年（昭和37年）3月31日、池田市立図書館条例が制定される。同年6月25日、池田市新町通1丁目2723番地（現・同市新町2番14号）の住友銀行池田支店跡に施設が完成し、同年8月3日に開館する。当時は館内での閲覧のみであり、蔵書冊数は 3,613 冊であった。1978年（昭和53年）5月18日、市制施行40周年の記念事業として、図書館を新たに建設するための委員会が発足する。
1979年（昭和54年）6月10日、図書館の起工式が行われる。1980年（昭和55年）3月31日、五月丘1丁目10番12号に図書館が完成する。同年4月29日に開館式が行われ、同年5月1日に業務が開始される。当時の蔵書冊数は 56,000 冊であった。同月7日に移動図書館さつき号による巡回貸出が開始される。
1991年（平成3年）6月1日、貸出冊数の上限が3冊から5冊に変更される。1998年（平成10年）2月7日、分館の石橋プラザが石橋2丁目1番1号に開館される。当時の蔵書冊数は 15,000 冊であった。2003年（平成15年）10月1日、図書館のホームページが開設される。2007年（平成19年）12月2日、五月丘の図書館（本館）の愛称が丘の上の図書館（おかのうえのとしょかん）に決定される。
2008年（平成20年）1月1日、貸出冊数の上限が5冊から8冊に変更される。2014年（平成26年）4月1日、菅原町1番1号の中央公民館に図書コーナーが開設される。同年9月、Twitterが開始される。2015年（平成27年）3月1日、川西市立中央図書館との相互利用が開始される。同年9月、豊能地区3市2町（池田市、豊中市、箕面市、豊能町、能勢町）による広域利用を本格実施。2017年（平成29年）7月1日、北摂地域の7市3町（池田市、豊中市、箕面市、吹田市、高槻市、茨木市、摂津市、豊能町、能勢町、島本町）による公立図書館の広域利用が開始される。2018年（平成30年）12月25日、丘の上の図書館が閉館され、本館としての役割を終える。2019年（平成31年）3月1日以降、中央公民館図書コーナーが閉鎖される。同年（令和元年）5月1日、本館が呉服町1番1号（サンシティ池田3階）に移転開館される。
2021年（令和3年）12月28日以降、分館の石橋プラザが閉館される。2022年（令和4年）4月1日、石橋1丁目23番6号のツナガリエ石橋 内の3・4階に石橋図書館が開館される。条例の名称が池田市図書館条例に改められる。また、貸出冊数の上限が8冊から10冊に変更される。
2023年（令和5年）12月1日、電子図書館サービスを開始する。

## 利用案内
貸出には、利用申込みが必要であり、池田市民および池田市内に通勤・通学している者が可能となっている。また、川西市との相互利用や北摂地域7市3町（池田市、豊中市、箕面市、吹田市、高槻市、茨木市、摂津市、豊能町、能勢町、島本町）の広域利用が行われており、当該地域に在住の場合は利用者登録を行えば図書の貸出が可能となっている。
利用申込みをすると支給される図書館カードは、池田市立図書館・石橋図書館・移動図書館で共通に利用することができる。返却は、池田市立図書館・石橋図書館・移動図書館のどこでも可能である。貸出冊数の上限は、全館あわせて10冊であり、貸出可能期間は2週間である。移動図書館さつき号は、図書館2館の利用が地理的に困難な市内北部及び南部地域を中心として、市内の14か所を巡回している。

## 施設

### 池田市立図書館（単館）
池田市立図書館は、池田市呉服町1番1号にある図書館である。池田市教育委員会によって管理運営されている（条例第4条）。2021年度までは、池田市立図書館本館と称していたが、池田市立石橋図書館開設のための2021年6月の図書館条例改正により、名称が変更された（2022年4月1日施行）。
市制施行80周年の記念事業として、2019年（令和元年）5月1日に阪急電鉄池田駅前のサンシティ池田の3階に開館した。2023年度末時点の蔵書数（図書）は、約24万9千冊である。館内では、中央の受付カウンターに向かって右側（外部からは入口ゲートを入って左側）は、新聞室が設置されているほか、文学などの一般書、郷土資料、実用書などが配架され、左側（外部からは入口ゲートを入って右側
）は、予約本受取コーナーが設けられているほか、児童書、絵本の配架を主体として、育児、スポーツ、芸術などの一般図書も配架されている。
|                                                                                    | 月～土曜日   | 日曜日、祝・休日 |
| ---------------------------------------------------------------------------------- | ------------ | ---------------- |
| 平常                                                                               | 10:00〜20:00 | 10:00〜18:00     |
| 第3水曜日（図書整理日） 年末年始（12月28日～1月4日） 蔵書点検期間 年間およそ10日間 | 休館         | 休館             |

鉄筋コンクリート造、地下1階地上12階建てのサンシティ池田の3階部分を使用しており、床面積は1,441.72平方メートルである。建物は、駅に直結している。施工は、阪急建装が担当した
。椅子やソファー、壁紙などは、市内にあるアルネ・ヤコブセンの専門店、ハウスオブトビアス・ヤコブセン (HOUSE OF TOBIAS JACOBSEN) のものが用いられており、セブンチェアやツインスワンなどが置かれている。
旧館（丘の上の図書館）は、緑に富んだ自然環境の中にある図書館として、およそ40年の長い間市民に親しまれてきたが、その一方で、丘陵の中腹に位置しているため、交通の利便性の高い駅前などに移転することを求める要望が多く寄せられていた。また、施設の老朽化が進行しており、大規模な改修工事が必要な時期に入っていた。このような経緯から、丘の上の図書館を移転する形で新館（現行館）が開館された。

### 池田市立石橋図書館
池田市立石橋図書館（いけだしりついしばしとしょかん、英: Ikeda City Ishibashi Library）は、池田市石橋1丁目23番6号にある池田市の公共図書館の一つ（条例第2条）。池田市教育委員会によって管理運営されている（条例第4条）。石橋阪大前駅からおよそ西南西方向へ石橋商店街（サンロード）沿いに徒歩で4分ほど行ったところにある。鉄骨鉄筋コンクリート造（一部鉄骨造）、地下1階地上5階建てのツナガリエ石橋 の3・4階部分を使用している。延床面積は738.85平方メートルである。1階のメインエントランスに図書館受付カウンターがあり、また、地階に閉架書庫がある（延床面積には1階・地階分も含まれる）。
建物全体は2020年（令和2年）6月1日に着工され、2022年（令和4年）3月に完成され、同年4月1日に開館した。2022年開館時点の石橋図書館は、2021年12月に閉館した旧分館の石橋プラザに比べて施設の床面積は約2倍、蔵書数は約3倍に規模が拡大している。
|                                                                                   | 月～土曜日   | 日曜日、祝・休日 |
| --------------------------------------------------------------------------------- | ------------ | ---------------- |
| 平常                                                                              | 10:00〜20:00 | 10:00〜18:00     |
| 第1水曜日（図書整理日） 年末年始（12月28日～1月4日） 蔵書点検期間 年間およそ5日間 | 休館         | 休館             |

### 閉館した図書館

#### 池田市立図書館 旧本館
池田市立図書館 旧本館は、かつて大阪府池田市五月丘1丁目10番12号に存在した図書館である。延床面積は2,512.31平方メートルである。鉄筋コンクリート造、地下1階、地上2階建ての建物であり、1階には、文学関係の一般書のほかに、児童書や一般雑誌が配架され、2階には、文学以外の一般書の他に、視聴覚資料、郷土資料、専門雑誌などが配架され、地階には、主に閉架書庫が置かれていた。池田駅から北東へ徒歩でおよそ15分ほど行ったところであった。
1980年（昭和55年）4月29日に、池田市立歴史民俗資料館に併設する形で開館された。2007年（平成19年）10月1日から11月5日にかけて、図書館の愛称が市民から公募され、同年12月2日に、17の案の中から「丘の上の図書館」に決定される。2008年（平成20年）7月には、エアコンが故障したり、水道管が破裂するといった事案が発生している。

#### 池田市立石橋プラザ
池田市立石橋プラザ（いけだしりついしばしプラザ、英: Ishibashi Plaza）は、かつて池田市石橋2丁目1番1号に設けられ、池田市立図書館の分館として池田市教育委員会によって管理運営されていた施設である（図書館条例 旧第2条・旧第4条参照）。石橋阪大前駅から北西へ徒歩でおよそ3分ほど行ったところにあるリヴァーサイドビルの1階部分を使用していた。鉄筋コンクリート造3階建てで、1階部分の床面積は382平方メートル。
入居にあたって1階部分の改修が1997年（平成9年）7月30日に着工され、同年11月30日に完成され、1998年（平成10年）2月7日に開館した。同年6月18日に身体障害者用のトイレが設置される。同年7月1日に市民サービスコーナーが開設される。2017年（平成29年）4月1日、市民サービスコーナーが廃止される。石橋プラザは、2021年（令和3年）12月28日から閉館した。

## 街頭の開架図書施設
- まち角の図書館 - 池田市内の街頭に設置されている無人図書館（書架）。2024年7月時点の設置数は11か所[51]。